# 李斯特城足球會直升機墜毀事故
2018年10月27日，一架阿古斯塔韦斯特兰AW169直升机在英国李斯特城足球會的主場王權球場场起飞后不久坠毁。足球會班主维猜·斯里瓦塔那布拉帕（60岁）、两名员工努莎拉·苏娜玛（Nursara Suknamai，2005年泰国环球小姐亚军兼最上镜小姐、2006年洲际小姐冠军，33岁）和卡必朋·彭帕雷（Kaveporn Punpare）以及機師埃里克·斯沃弗（Eric Swaffer，53岁）和其助手伊莎贝拉·雷科維茲（Izabela Roza Lechowicz，机长女友，46岁，波兰裔，亦为机师）為機上乘客。
英国航空事故调查局目前正领导事故調查，當局确认機上無人生還，但未有造成地面人员伤亡，據知機師的轉向避免了更多人身亡。

## 事故

### 航程摘要
飞机原本搭載维猜到王權球場觀賞英超李斯特城对韋斯咸足球會的比賽。英國夏令時間下午2時43分從薩里郡起飛，在3時48分抵達球場。比賽結束後一如以往，直升机降落在球場中心區域接走維猜。從英國電信體育台的直播可見，该直升机准备起飞。此時韋斯咸的隊巴已經離開，但部分李斯特城的職員和球員、以及兩隊球迷仍然在場區外。

### 墜機
載有維猜等五人的客機在王權球場起飛後不久的晚上8時30分墜毀，隨即起火 。在場人士嘗試拯救機上人士但因飛機起火而不成功，有目擊者表示直升機尾翼未能運作，繼而導致墜毀，亦有人指飛機「如石頭般」急墜地面。飛機在200米外的球場停車場E區墜毀，機上所有人罹難，是次乃AW169機型首次墜毀事故。

## 直升機資料
涉及是次事故的飞机為阿古斯特维斯特兰AW169直升机，註冊編號為G-VSKP，c/n69018，並於2016年製造。飛機能承載10人，負重约4,500公斤。直升機的兩個引擎为普惠公司PW210A型号。

## 调查
英国航空事故调查局就墜機事故展開調查。直升機的飛行紀錄儀已被尋回，但因大火而嚴重受損。
航空事故调查科(AAIB)对该事故展开调查。代表直升机制造商的意大利Agenzia Nazionale per la Sicurezza del Volo和代表直升机引擎制造商的加拿大运输安全委员会提供了援助。波兰国家飞机事故调查委员会和泰国飞机事故调查委员会派驻的代表也提供了协助。该飞机的黑匣子在10月28日被发现，它在火灾中严重损坏。它被运送到位于汉普郡法恩伯勒的AAIB基地，用于下载其中的数据。AAIB成立了一个验尸法庭来调查直升机上乘客和机组人员的官方死亡原因。而在法庭上公布的调查报告显示，在最初的坠机事件中幸存下来的人逃生或帮助被困人员的机会几乎为零。
11月7日，欧洲航空安全局(EASA)发布了一项适航指令，要求对所有该型号的直升机的机尾进行检查，以作为对日后可能发生的事故的预防措施。11月14日，调查委员会发表一份特别公报，概述调查的进展。飞机坠毁的原因是尾桨系统出现故障，但其故障原因尚未确定。此后调查的重点便是尾桨系统。11月30日，欧洲航空安全局发布了紧急警报服务公告，要求定期检查尾桨系统成为飞行安全检查的一部分。这是在强制性的适航指令被发布的当天发布的。
2018年12月6日，AAIB发布了第二份特别公报。在进一步的调查中，调查人员发现，直升机失去控制的原因是尾桨致动器控制轴(通常用来控制尾桨叶片的螺距)与致动器杠杆机构断开，致动器杠杆机构负责传递飞行员的踏板输入，以控制直升机的偏航。他们还调查到了通常静止的控制轴被尾旋翼旋转的证据，这导致了槽形螺母持有执行器杠杆在适当的地方摩擦焊接到它的载体，剪切掉它的分裂销并一边旋转一边脱离螺纹轴。在尾桨整流罩中发现锁紧螺母和销座松动，并粘在一起。双轴承的设计初衷是为了使控制轴保持静止(尾桨组件的其余部分围绕它旋转)，但后来发现，这种双轴承只允许转动几度，而过分转动摩擦圈会被烧焦的油脂和金属颗粒的混合物堵塞。而这便导致了事故的发生。

## 反應

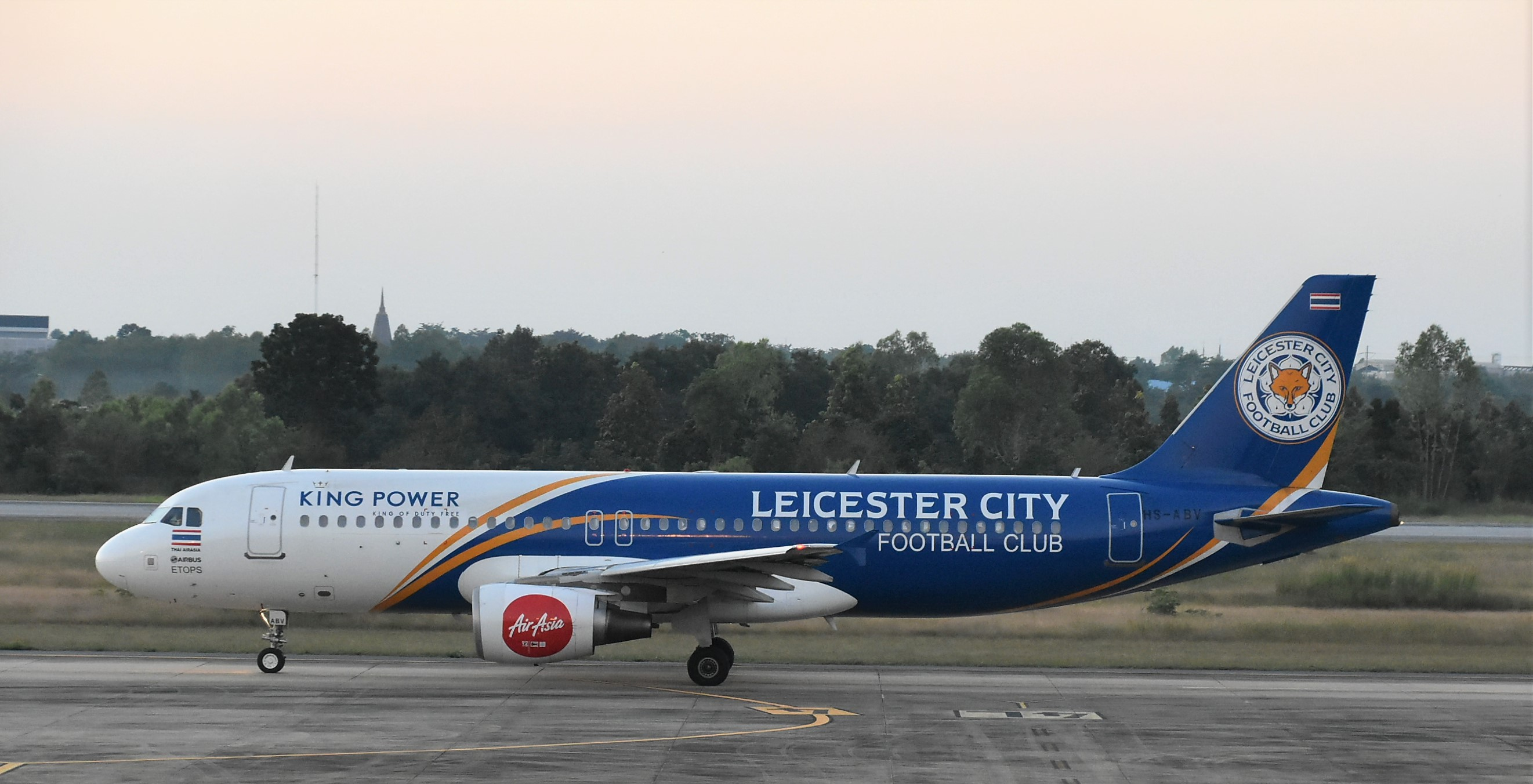
萊斯特城足球俱樂部代表團抵達坤敬機場，參加維猜的追思會

英格蘭足球總會女子冠軍聯賽中李斯特城對曼聯的比赛，以及對打比郡的賽事均延遲舉行，以示尊重。英格蘭足球聯賽盃中李斯特城對南安普敦的賽事原定在10月30日與王權球場舉行，亦宣告延遲。英超國際盃中李斯特城U23s對飛燕諾學院的賽事也同樣延遲。
翌日早上，球迷们在王權球場外獻花，亦有人獻上李斯特城和其他足球隊（包括韋斯咸）的隊衫和圍巾。周日舉行的多場英國足球賽事，各球員均戴上黑色臂章，紀念李斯特城墜機事故和國殤紀念日。